# Paracrocidura graueri
Paracrocidura graueri är en däggdjursart som beskrevs av Rainer Hutterer 1986. Paracrocidura graueri ingår i släktet Paracrocidura och familjen näbbmöss. IUCN kategoriserar arten globalt som otillräckligt studerad. Inga underarter finns listade i Catalogue of Life.
En individ som blev uppmätt hade en kroppslängd (huvud och bål) av 83 mm, en 46 mm lång svans, 14,8 mm långa bakfötter och 6,4 mm stora öron. Hos exemplaret var pälsen kort och tät med en mörkbrun färg över hela kroppen. Fötterna och svansen var lite ljusare. Den första framtanden i varje käkhalva är ganska lång och har en krok på toppen.
Denna näbbmus är bara känd från en 2000 meter hög bergstrakt i östra Kongo-Kinshasa. Regionen är täckt av bergsskogar.